# Jánský Vrch
Il castello di Jánský Vrch (in tedesco Schloß Johannisberg) è una fortezza medievale, che si trova a Javorník, nella Repubblica Ceca.

## Storia
È documentato come proprietà del duca Bernard Svídnický già nel 1307. A metà del XV secolo il castello passò nelle mani del principe-vescovo di Breslavia, divenendo una delle sue residenze ufficiali.  In particolare, il vescovo Jan IV Roth lo restaurò introducendo alcuni elementi architettonici già tipicamente rinascimentali.  Il lavoro fu completato dal successore di Roth, Jan V Turzo, che diede anche al castello il nome di Jánský Vrch ('la rocca di Giovanni'), in onore di san Giovanni Battista.
Fino all'inizio del XIX secolo il castello subì rifacimenti e rimaneggiamenti.
Le sale di rappresentanza del castello custodiscono anche alcuni ricordi del soggiorno del musicista Carl Ditters von Dittersdorf e una collezione di pipe.
Tra gli ambienti di servizio, invece, meritano menzione la cucina, la sala da stiro e l'appartamento dell'amministratore.
Il castello è rimasto di proprietà dell'arcidiocesi di Breslavia fino al 1984, quando è passato allo Stato cecoslovacco.